# Wybory parlamentarne w Szwajcarii w 1971 roku
Wybory parlamentarne w Szwajcarii odbyły się 31 października 1971. Frekwencja wyborcza wyniosła 56,8%.
Chociaż Socjaldemokratyczna Partia Szwajcarii otrzymała najwięcej głosów, Radykalno-Demokratyczna Partia Szwajcarii stała się największą partią w Radzie Narodowej, zdobywając 49 z 200 mandatów.

## Wyniki wyborów
|  | Lista                                                 | Liczba głosów | %    | +/- | Mandaty | +/- |
|  | ----------------------------------------------------- | ------------- | ---- | --- | ------- | --- |
|  | Radykalno-Demokratyczna Partia Szwajcarii             | 428 901       | 21,7 | 1,5 | 49      |     |
|  | Socjaldemokratyczna Partia Szwajcarii                 | 452 195       | 22,9 | 0,6 | 46      | 4   |
|  | Chrześcijańsko-Demokratyczna Partia Ludowa Szwajcarii | 404 990       | 20,5 | 1,6 | 44      | 1   |
|  | Partia Rolników, Kupców i Obywateli                   | 217 908       | 11,0 |     | 23      | 2   |
|  | Sojusz Niezależnych                                   | 150 685       | 7,6  | 1,5 | 13      | 3   |
|  | Ruch Republikański                                    | 83 923        | 4,2  | 4,2 | 7       | 7   |
|  | Szwajcarska Partia Liberalna                          | 43 338        | 2,2  | 0,1 | 6       |     |
|  | Szwajcarska Partia Pracy                              | 50 834        | 2,6  | 0,3 | 5       |     |
|  | Akcja Narodowa Przeciwko Alienacji Ludu i Domu        | 61 827        | 3,1  | 2,5 | 4       | 3   |
|  | Ewangelicka Partia Ludowa                             | 42 301        | 2,1  | 0,5 | 3       |     |
|  | Autonomiczna Partia Socjalistyczna                    | 5 265         | 0,3  | 0,3 | 0       |     |
|  | inni                                                  | 33 432        | 1,7  |     | 0       |     |
|  | Razem                                                 | 1 992 412     | 100  |     | 200     |     |